# Saint-Fort

Saint-Fort este o comună în departamentul Mayenne, Franța. În 2009 avea o populație de 1,560 de locuitori.